# Équipe cycliste Los Cascos Esco-Agroplan

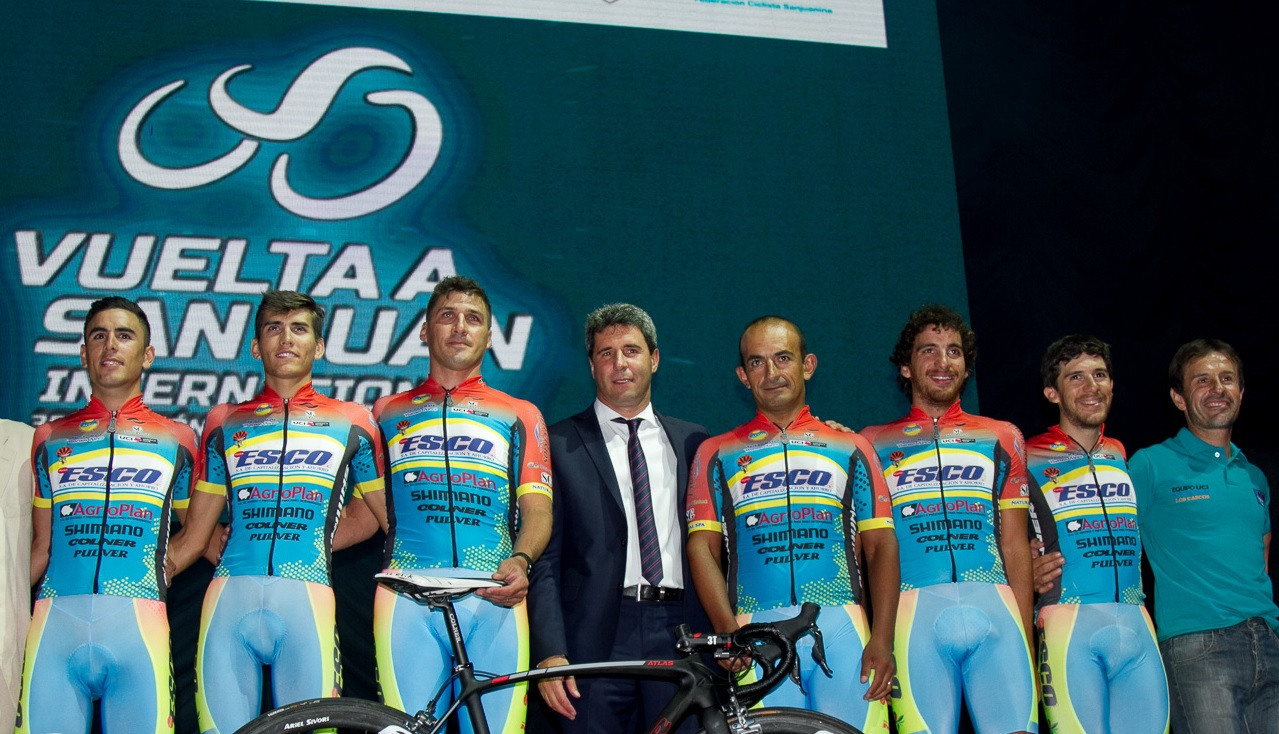
L'équipe en 2017.

L'équipe cycliste Los Cascos Esco-Agroplan est une équipe cycliste argentine active entre 2013 et 2017. Elle court avec le statut d'équipe continentale durant son existence.

## Histoire de l'équipe
L'équipe est créée en 2013 sous le nom de Buenos Aires Provincia, avec comme objectif est de former les espoirs de la province de Buenos Aires et dans le pays, en les préparant pour les prochains Jeux panaméricains de Toronto de 2015 et les Jeux olympiques de Rio de Janeiro en 2016. Elle est créée à l'initiative du gouverneur Daniel Scioli.
La formation utilise des vélos de la marque Colner et des composants Shimano Dura-Ace.
Durant son existence, l'équipe ne compte qu'une seule victoire au niveau UCI, avec un succès de Sebastián Tolosa lors de la deuxième étape du Tour du Costa Rica 2014. En 2016, l'équipe change de nom en raison de l'arrivée de nouveaux sponsors et est renommée Los Matanceros. En 2017, pour sa dernière année d'existence, elle court sous le nom de Los Cascos Esco-Agroplan.

## Classements UCI
L'équipe participe aux circuits continentaux et principalement à des épreuves de l'UCI America Tour. Les tableaux ci-dessous présentent les classements de l'équipe sur les différents circuits, ainsi que son meilleur coureur au classement individuel.
UCI America Tour
| Saison | Classement par équipes | Meilleur coureur au classement individuel |
| ------ | ---------------------- | ----------------------------------------- |
| 2013   | 29e                    | Marcos Crespo (177e)                      |
| 2014   | 31e                    | Sebastián Tolosa (285e)                   |
| 2015   | 36e                    | Claudio Arone (267e)                      |
| 2016   | 44e                    | Leandro Burgois (400e)                    |

UCI Europe Tour
| Saison | Classement par équipes | Meilleur coureur au classement individuel |
| ------ | ---------------------- | ----------------------------------------- |
| 2013   | 126e                   | Lucas Gaday (1134e)                       |
| 2014   | 125e                   | Lucas Gaday (1057e)                       |

## Los Cascos Esco-Agroplan en 2017[15]

### Effectif
| Cycliste            | Date de naissance | Nationalité | Équipe 2016              |  |
| ------------------- | ----------------- | ----------- | ------------------------ |  |
| Juan Manuel Aguirre | 2 novembre 1975   | Argentine   | Entre Ríos-Esco-Agroplan |  |
| Nicolás Antorena    | 12 mai 1996       | Argentine   | Entre Ríos-Esco-Agroplan |  |
| Omar Azzem          | 22 août 1992      | Argentine   | Pro Chimbas-Indubike     |  |
| Juan Martin Boldú   | 9 août 1995       | Argentine   | Tres de Febrero-X-Terra  |  |
| Santiago Espindola  | 5 mai 1994        | Argentine   | Los Matanceros           |  |
| Julián Gaday        | 21 juin 1990      | Argentine   | Los Matanceros           |  |
| Lucas Gaday         | 20 février 1993   | Argentine   | Roth                     |  |
| César Sigura        | 16 novembre 1981  | Argentine   | Entre Ríos-Esco-Agroplan |  |
| Mario José Sosa     | 22 juin 1995      | Argentine   | Entre Ríos-Esco-Agroplan |  |